# Russell Streiner
Russell Streiner (n. pe 6 februarie 1940) este un producător de film și actor american. Streiner este cunoscut datorită rolului său din Noaptea morților vii (1968). A fost de asemenea unul dintre producătorii filmului. Streiner a mai produs și There's Always Vanilla (1971) și The Booby Hatch (1976).